# Baeus
Baeus – rodzaj błonkówek z rodziny Scelionidae.

## Zasięg występowania
Przedstawiciele tego rodzaju występują na całym świecie.

## Budowa ciała
Samice  są pozbawione skrzydeł.

## Biologia i ekologia
Gatunki z rodzaju Baeus są parazytidami jaj pająków z rodziny pogońcowatych. Bezskrzydłe samice przyczepiają się do pająka i podróżują na nim dopóki nie złoży on jaj.

## Systematyka
Do Baeus zaliczane są 53 gatunki:

- Baeus achaearaneus
- Baeus americanus
- Baeus anelosimus
- Baeus arachnevora
- Baeus arthuri
- Baeus auraticeps
- Baeus castaneus
- Baeus curvatus
- Baeus cyclosae
- Baeus dux
- Baeus fluminensis
- Baeus glenysae
- Baeus hallarakeri
- Baeus iqbali
- Baeus itatiaiaensis
- Baeus jabaquara
- Baeus japonicus
- Baeus jenningsi
- Baeus kuscheli
- Baeus latrodecti
- Baeus leai
- Baeus leucophthalmus
- Baeus machadoi
- Baeus maryae
- Baeus matthewi
- Baeus melanocephalus
- Baeus metazygiae
- Baeus minutus
- Baeus mirandus
- Baeus moorei
- Baeus morenus
- Baeus murphyi
- Baeus mymyae
- Baeus niger
- Baeus nigrum
- Baeus ocellatus
- Baeus persordidus
- Baeus piceus
- Baeus platensis
- Baeus primitus
- Baeus prolatusspissus
- Baeus rotundiventris
- Baeus rufus
- Baeus saliens
- Baeus scrobiculus
- Baeus seminulum
- Baeus senus
- Baeus spirolimbus
- Baeus tropaeumusbrevis
- Baeus tropaeumusdensus
- Baeus ventricosus
- Baeus vulcanus
- Baeus zabriskiei